# Souto (Sabugal)
Souto es una freguesia portuguesa del concelho de Sabugal, con 30,38 km² de superficie y 1.419 habitantes (2001). Su densidad de población es de 46,7 hab/km².